# Corgatha yoshinoensis
Corgatha yoshinoensis är en fjärilsart som beskrevs av Alfred Ernest Wileman 1911. Corgatha yoshinoensis ingår i släktet Corgatha och familjen nattflyn. Inga underarter finns listade i Catalogue of Life.